# Helen Thompson Gaige
Helen Thomson Gaige, o Helen Beulah Thompson Gaige (24 de novembre de 1890 - 24 d'octubre de 1976) va ser una herpetòloga estatunidenca, conservadora de rèptils i amfibis del Museu de Zoologia de la Universitat de Michigan, especialitzant-se en granotes neotropicals.

## Biografia
Gaige va néixer a Bad Axe, Michigan, i va estudiar a la universitat de la ciutat amb Frank Nelson Blanchard, i el professor Alexander Grant Ruthven. Des de 1910 fins a 1923 va ser assistent conservadora de rèptils i amfibis del Museu de Zoologia de la Universitat de Michigan. El 1923 esdevingué conservadora d'amfibis. Més tard, el 1928, participa en l'autoria de l'obra The Herpeology of Michigan col·laborant amb Ruthven. El 1937 accedeix al càrrec de redactora en cap de la revista d'ictiologia i herpetologia Copeia, escrivint extensament sobre els amfibis i rèptils d'Amèrica Central.
La seva recerca es va centrar principalment en la distribució geogràfica, hàbitats i la història natural dels amfibis. El 1917 va descobrir el gènere de salamandres Rhyacotriton, que més tard es dividiria en quatre espècies diferents. També va col·laborar en l'organització de la Societat Americana d'Ictiòlegs i Herpetòlegs, de la qual va ser nomenada presidenta d'honor el 1946. Compta amb el reconeixement de tenir diverses espècies i subespècies de rèptils que porten el seu nom, com ara: Atractus gaigeae, Dipsas gaigeae, Epicrates cenchria gaigeae, Lepidophyma gaigeae, Plestiodon multivirgatus gaigeae, Podarcis gaigeae, Pristimantis gaigei, Rhadinaea gaigeae, Sceloporus lundelli gaigeae, Sphaerodactylus gaigeae, Sphenomorphus helenae, i Trachemys gaigeae. El primer exemplar d'aquesta darrera va estar recollida en un viatge a la regió de Big Bend de Texas el 1928.
Estava casada amb l'entomòleg Frederick McMahon Gaige. En honor a la parella, la Societat Americana d'Ictiòlegs i Herpetòlegs presenta el seu premi anual Gaige Fund Award, una beca monetària per ajudar un estudiant graduat en el camp de l'herpetologia. Va morir a Gainesville, Florida.